# Reprezentacja Jamajki w piłce nożnej kobiet
Reprezentacja Jamajki w piłce nożnej kobiet – kobieca piłkarska reprezentacja Jamajki. Największym sukcesem reprezentacji jest III miejsce na mistrzostwach CONCACAF w 2018 i 2022 roku oraz 1/8 finału na mistrzostwach świata 2023.

## Udział w turniejach międzynarodowych

### Mistrzostwa Świata
Jamajskiej drużynie 2 razy udało się zakwalifikować do finałów MŚ.
| Rok   | Runda                   | M                       | W                       | R                       | P                       | GZ                      | GS                      |
| ----- | ----------------------- | ----------------------- | ----------------------- | ----------------------- | ----------------------- | ----------------------- | ----------------------- |
| 1991  | Nie zakwalifikowała się | Nie zakwalifikowała się | Nie zakwalifikowała się | Nie zakwalifikowała się | Nie zakwalifikowała się | Nie zakwalifikowała się | Nie zakwalifikowała się |
| 1995  | Nie zakwalifikowała się | Nie zakwalifikowała się | Nie zakwalifikowała się | Nie zakwalifikowała się | Nie zakwalifikowała się | Nie zakwalifikowała się | Nie zakwalifikowała się |
| 1999  | Nie uczestniczyła       | Nie uczestniczyła       | Nie uczestniczyła       | Nie uczestniczyła       | Nie uczestniczyła       | Nie uczestniczyła       | Nie uczestniczyła       |
| 2003  | Nie zakwalifikowała się | Nie zakwalifikowała się | Nie zakwalifikowała się | Nie zakwalifikowała się | Nie zakwalifikowała się | Nie zakwalifikowała się | Nie zakwalifikowała się |
| 2007  | Nie zakwalifikowała się | Nie zakwalifikowała się | Nie zakwalifikowała się | Nie zakwalifikowała się | Nie zakwalifikowała się | Nie zakwalifikowała się | Nie zakwalifikowała się |
| 2011  | Nie uczestniczyła       | Nie uczestniczyła       | Nie uczestniczyła       | Nie uczestniczyła       | Nie uczestniczyła       | Nie uczestniczyła       | Nie uczestniczyła       |
| 2015  | Nie zakwalifikowała się | Nie zakwalifikowała się | Nie zakwalifikowała się | Nie zakwalifikowała się | Nie zakwalifikowała się | Nie zakwalifikowała się | Nie zakwalifikowała się |
| 2019  | Faza grupowa            | 3                       | 0                       | 0                       | 3                       | 1                       | 12                      |
| 2023  | 1/8 finału              | 4                       | 1                       | 2                       | 1                       | 1                       | 1                       |
| Razem | 2/9                     | 7                       | 1                       | 2                       | 4                       | 2                       | 13                      |

### Mistrzostwa CONCACAF
Haitańskiej drużynie 5 razy udało się zakwalifikować do finałów turnieju kontynentalnego.
| Rok   | Runda             | M                 | W                 | R                 | P                 | GZ                | GS                |
| ----- | ----------------- | ----------------- | ----------------- | ----------------- | ----------------- | ----------------- | ----------------- |
| 1991  | Faza grupowa      | 3                 | 0                 | 0                 | 3                 | 1                 | 12                |
| 1993  | Nie uczestniczyła | Nie uczestniczyła | Nie uczestniczyła | Nie uczestniczyła | Nie uczestniczyła | Nie uczestniczyła | Nie uczestniczyła |
| 1994  | V miejsce         | 4                 | 0                 | 0                 | 3                 | 2                 | 22                |
| 1998  | Nie uczestniczyła | Nie uczestniczyła | Nie uczestniczyła | Nie uczestniczyła | Nie uczestniczyła | Nie uczestniczyła | Nie uczestniczyła |
| 2000  | Nie uczestniczyła | Nie uczestniczyła | Nie uczestniczyła | Nie uczestniczyła | Nie uczestniczyła | Nie uczestniczyła | Nie uczestniczyła |
| 2002  | Faza grupowa      | 3                 | 0                 | 0                 | 3                 | 1                 | 13                |
| 2006  | IV miejsce        | 3                 | 1                 | 0                 | 2                 | 2                 | 7                 |
| 2010  | Nie uczestniczyła | Nie uczestniczyła | Nie uczestniczyła | Nie uczestniczyła | Nie uczestniczyła | Nie uczestniczyła | Nie uczestniczyła |
| 2014  | Faza grupowa      | 3                 | 1                 | 0                 | 2                 | 8                 | 5                 |
| 2018  | III miejsce       | 5                 | 3                 | 0                 | 2                 | 12                | 20                |
| 2022  | III miejsce       | 5                 | 3                 | 0                 | 2                 | 6                 | 8                 |
| Razem | 6/11              | 17                | 5                 | 0                 | 12                | 15                | 49                |

## Skład
Aktualny skład dostępny jest na stronie internetowej soccerdonna.de

## MŚ 2023

### Grupa F
| Zespół   | Pkt | M | W | R | P | Br+ | Br− | +/− |
| -------- | --- | - | - | - | - | --- | --- | --- |
| Francja  | 7   | 3 | 2 | 1 | 0 | 8   | 4   | +4  |
| Jamajka  | 5   | 3 | 1 | 2 | 0 | 1   | 0   | +1  |
| Brazylia | 4   | 3 | 1 | 1 | 1 | 5   | 2   | +3  |
| Panama   | 0   | 3 | 0 | 0 | 3 | 3   | 11  | -8  |